# Смит, Реган
Реган Смит (англ. Regan Smith; род. 9 февраля 2002, Лейквилл, Миннесота) — американская пловчиха, специализирующаяся в плавании на спине и баттерфляем. Двукратная чемпионка и 6-кратный призёр Олимпийских игр, четырёхкратная чемпионка мира на длинной воде, действующая рекордсменка мира на дистанциях 100 и 200 метров на спине и в комбинированной эстафете 4×100 метров.

## Карьера
В юниорском возрасте добилась впечатляющих результатов: на дебютном чемпионате мира в Будапеште 15-летняя американка вышла в финальный заплыв, в котором заняла седьмое место. Через месяц стала двукратной победительницей домашнего первенства мира в Индианаполисе, выиграв дистанцию 100 м на спине с мировым рекордом среди юниоров (59,11) и финишировав первой на 200 м.
В следующем сезоне выиграла первую награду на взрослых соревнованиях: на чемпионате стран Тихого океана заняла третье место на дистанции 200 м.
На чемпионате мира 2019 года в корейском Кванджу стала одной из главных звёзд соревнований: 26 июня Реган сначала побила свой юниорский рекорд мира в предварительном заплыве на дистанции 200 м на спине (2.06,01), а в полуфинале она установила новое мировое достижение, превзойдя рекордное время своей титулованной соотечественницы Мисси Франклин на 0,71 секунды (2.03,35). В финале Смит вновь показала отличный результат (2.03,69) и впервые в карьере выиграла титул чемпионки мира. В заключительный день чемпионата Реган приняла участие в комбинированной эстафете 4×100 м и завоевала вторую золотую медаль, а также установила два рекорда мира: 17-летняя юниорка стала первой женщиной, кому удалось выплыть из 58 секунд на дистанции 100 м на спине (57,57); а сборная США улучшила мировое достижение на 1,15 секунды (3.50,40).

## Мировые рекорды

### Длинная вода (50 м)
| # | Дистанция              | Время   | Фаза | Дата       | Соревнование   | Место                     |
| - | ---------------------- | ------- | ---- | ---------- | -------------- | ------------------------- |
| 1 | 200 м на спине         | 2.03,5  | пф   | 26.07.2019 | Чемпионат мира | Кванджу, Республика Корея |
| 2 | 100 м на спине         | 57,57   | э    | 28.07.2019 | Чемпионат мира | Кванджу, Республика Корея |
| 3 | комб. эстафета 4×100 м | 3.50,40 | ф    | 28.07.2019 | Чемпионат мира | Кванджу, Республика Корея |